# تشارلز ك. مور
تشارلز ك. مور (بالإنجليزية: Charles Calvin Moore)‏ هو سياسي أمريكي، ولد في 26 فبراير 1866 في مقاطعة هولت في الولايات المتحدة، وتوفي في 19 مارس 1958 في سانت أنتوني في الولايات المتحدة بسبب سكتة. حزبياً، نشط في الحزب الجمهوري. وقد انتخب عضو مجلس نواب ايداهو وانتخب Governor of Idaho ‏ (1923 – 3 يناير 1927).